# پفولگریسهایم
پفولگریسهایم (به فرانسوی: Pfulgriesheim) یک کمون در فرانسه با جمعیت ۱٬۲۹۶ نفر است که در Canton of Truchtersheim واقع شده‌است.